# Mária Štrbová
Mária Štrbová (* 9. září 1946) byla slovenská a československá politička a bezpartijní poslankyně Sněmovny lidu Federálního shromáždění za normalizace.

## Biografie
K roku 1981 se profesně uvádí jako dělnice. Ve volbách roku 1981 zasedla do Sněmovny lidu (volební obvod č. 180 - Žiar nad Hronom, Středoslovenský kraj). Mandát obhájila ve volbách roku 1986 (obvod Žiar nad Hronom). Ve Federálním shromáždění setrvala do konce funkčního období, tedy do voleb roku 1990. Netýkal se jí proces kooptací do Federálního shromáždění po sametové revoluci.